# Saaristenmäki
Saaristenmäki ou Keskusta IV est l'un des quatre quartiers du centre-ville d'Hämeenlinna en Finlande.

## Présentation
Saaristenmäki est situé sur la colline éponyme sur les rives du lac Vanajavesi dans la partie orientale du centre-ville.
Le quartier abrite la place du marché, le  Itsenäisyydenpuisto, l'église d'Hämeenlinna, la mairie, le bureau principal du musée de la ville, le musée Skogster, le palais de justice d'Hämeenlinna, le centre commercial Keskustalo et l'ancienne caserne de  pompiers.
Raatihuoneenkatu, l'une des rues commerçantes les plus importantes du centre-ville, traverse aussi Saaristenmäki.